# Деметрий (сын Филиппа V Македонского)
Деметрий (др.-греч. Δημήτριος) — младший сын македонского царя Филиппа V.

## Биография
После поражения в битве при Киносфекалах Филипп был вынужден отдать в Рим в качестве заложника своего младшего сына. Покровителем его стал Тит Фламинин. В знак благодарности за оказанную Македонией помощь в войне против сирийского царя Антиоха III римляне через несколько лет разрешили Деметрию вернуться на родину.
Царевич производил благоприятное впечатление на македонян своими качествами и способностями. Однако Филипп скоро убедился, что «римляне отдали только тело Деметрия, душу же оставили себе», так как царевич мог часами восхвалять италийцев и их уклад жизни. В 184 году до н. э. Филипп отправил Деметрия послом в сенат, где было объявлено, что Филиппу прощаются все его беззакония в отношении греков только ради сына. Историк Александр Беликов отмечал, что крайне редко в эллинистическом мире царевичи использовались в качестве послов.
По словам древних историков, старший сын Филиппа Персей, рожденный от наложницы, строил против младшего брата бесконечные интриги, стараясь настроить против него отца и утверждая, что Деметрий хочет с помощью римлян свергнуть царя с престола.
В 180 году до н. э. от правителя вассальной Пеонии Дидаса к Филиппу поступило сообщение о том, что Деметрий задумал бежать от отца в Рим. В это время царю принесли послание от Фламинина, где Тит просил простить Деметрия. Историки расходятся во мнениях, было ли это письмо подлинным или подложным, но Филипп отдал приказ тайно убить сына.